# Trial by Fire (Yelawolf)
Trial by Fire è il terzo album in studio del rapper statunitense Yelawolf, pubblicato nel 2017.

## Tracce
1. Trial by Fire (Intro) – 4:42
2. Shadows (featuring Joshua Hedley) – 5:11
3. Get Mine (featuring Kid Rock) – 4:23
4. Son of a Gun – 4:58
5. Ride or Die – 4:46
6. Struggle Speaks (Interlude) – 1:27
7. Daylight – 4:47
8. Do for Love – 4:03
9. Punk (featuring Travis Barker & Juicy J) – 3:34
10. Row Your Boat – 4:15
11. True to Yourself (featuring Bones Owens) – 5:17
12. Sabrina – 2:54
13. Violin (featuring Lee Brice) – 4:25
14. Keeps Me Alive (featuring Wynonna Judd) – 4:39